# Words and Music
Words and Music (englisch für ‚Worte und Musik‘) ist ein Musical-Komponisten-Porträt von Metro-Goldwyn-Mayer aus dem Jahr 1948 über die Zusammenarbeit von Richard Rodgers und Lorenz Hart. Die in weiten Teilen fiktionale Handlung bildet den Rahmen für eine Präsentation der größten Hits des Broadway-Komponisten-Duos durch die bekanntesten MGM-Stars der 1940er Jahre. Produziert wurde der Film von Arthur Freed, der zwei Jahre zuvor großen Erfolg mit dem Musical-Biopic Till The Clouds Roll By über Jerome Kern gehabt hatte.
Der Film erhielt kein gutes Presseecho. So erfasst der US-amerikanische Aggregator Rotten Tomatoes nur 17 % wohlwollende Besprechungen und ordnet ihn damit als „Gammelig“ ein.

## Handlung
Die Geschichte fokussiert auf Lorenz Hart und wird aus der Perspektive von Richard Rodgers erzählt – vom ersten Treffen des „Songwriting Teams“ bis zum ersehnten Durchbruch am Broadway. Während der reservierte und disziplinierte Rodgers seine Traumfrau Dorothy bekommt, wird der ständig mit seiner Arbeit unzufriedene Hart von seiner großen Liebe Peggy zurückgewiesen und verfällt in Depressionen. Der Film endet mit Harts Tod.

### Musiknummern
- „Manhattan“ – gesungen von Mickey Rooney, Tom Drake (synchronisiert) und Marshall Thompson
- „There’s a Small Hotel“ – gesungen von Betty Garrett
- „Mountain Greenery“ – gesungen von Perry Como, Allyn McLerie
- „Way Out West“ – gesungen von Betty Garrett
- „Where’s That Rainbow?“ – gesungen und getanzt von Ann Sothern
- „On Your Toes“ – gesungen und getanzt von Cyd Charisse (synchronisiert) und Dee Turnell
- „This Can't Be Love “ – getanzt von Cyd Charisse und Dee Turnell
- „The Girl Friend “ – getanzt von Cyd Charisse und Dee Turnell
- „Blue Room“ – gesungen von Perry Como, getanzt von Cyd Charisse
- „Thou Swell“ – gesungen und getanzt von June Allyson und The Blackburn Twins
- „With a Song in My Heart“ – erklingt mehrmals; gesungen von Tom Drake / Perry Como
- „Where or When?“ – gesungen von Lena Horne
- „The Lady Is a Tramp“ – gesungen von Lena Horne
- „I Wish I Were in Love Again“ – gesungen von Judy Garland und Mickey Rooney
- „Johnny One Note“ – gesungen von Judy Garland
- „Blue Moon“ – gesungen von Mel Torme
- „Spring Is Here “ – gesprochen von Mickey Rooney
- Jazzballett „Slaughter on Tenth Avenue“ – getanzt von Gene Kelly und Vera-Ellen

(Quelle:)